# جان سولبرغ
جان سولبرغ (بالنرويجية البوكمول: Jan Solberg)‏ هو شخصية أعمال نرويجي، ولد في 3 مارس 1951.